# Rosa banksiae
Rosa Banksiae, tên thường gọi hoa Mộc Hương, Hường mân côi, Kim ngân Nữ, là một loài thực vật có hoa thuộc họ hoa hồng Rosaceae, có nguồn gốc từ miền Trung và miền Tây Trung Quốc, ở các tỉnh Cam Túc, Quý Châu, Hà Nam, Hồ Bắc, Giang Tô, Tứ Xuyên và Vân Nam, ở độ cao 500-2,200 m (1,640-7,218 ft).

## Mô tả
Cây leo,không rụng lá vào mùa đông,có thể cao tới 6 m. Không như nhiều giống hoa hồng khác, Hường mân côi gần như không có gai, ngang từ 4–6 cm với 3-5 lá chét (hiếm khi có 7 lá) dài từ 2–5 cm với viền hình răng cưa. Hoa nhỏ, đường kính khoảng 1,5-2,5 cm, màu trắng hoặc vàng nhạt. Hường mân côi ra hoa sớm nhất trong các loại hoa hồng, thường là vào tháng tư hoặc tháng Năm nếu trồng ở Bắc bán cầu, mặc dù khí hậu lạnh có thể trì hoãn việc ra hoa. Hoa nở chỉ nở mô lần trong năm. Hoa màu trắng có mùi thơm, màu vàng thì gần như không mùi.

## Phân loại
Có hai loại:
Rosa Banksiae var. banksiae - hoa bán kép hoặc kép, với nhiều cánh hoa trên mỗi bông, gần như che lấp cả nhị hoa.
Rosa Banksiae var. normalis - hoa đơn, với năm cánh hoa trên mỗi bông;

## Hình ảnh

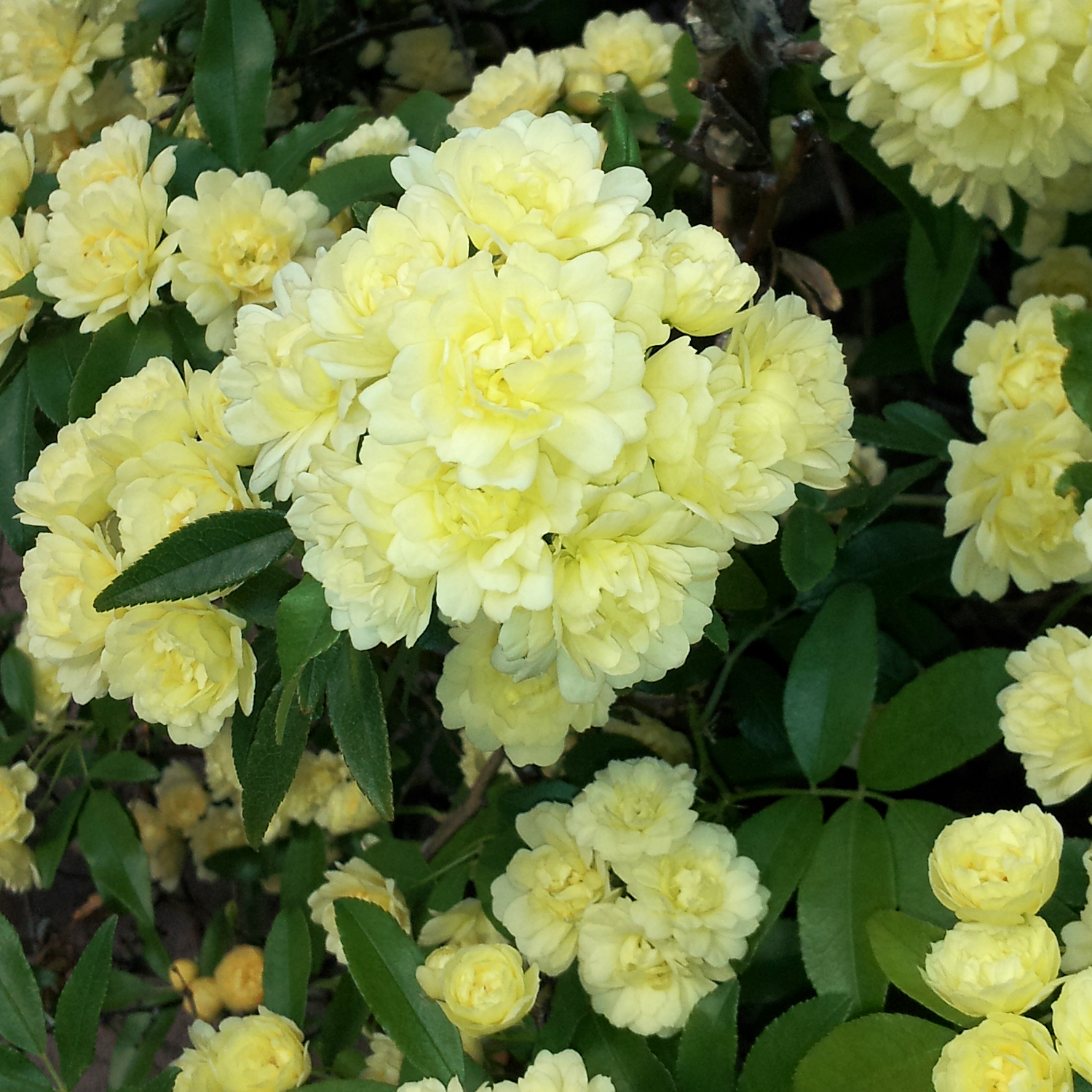
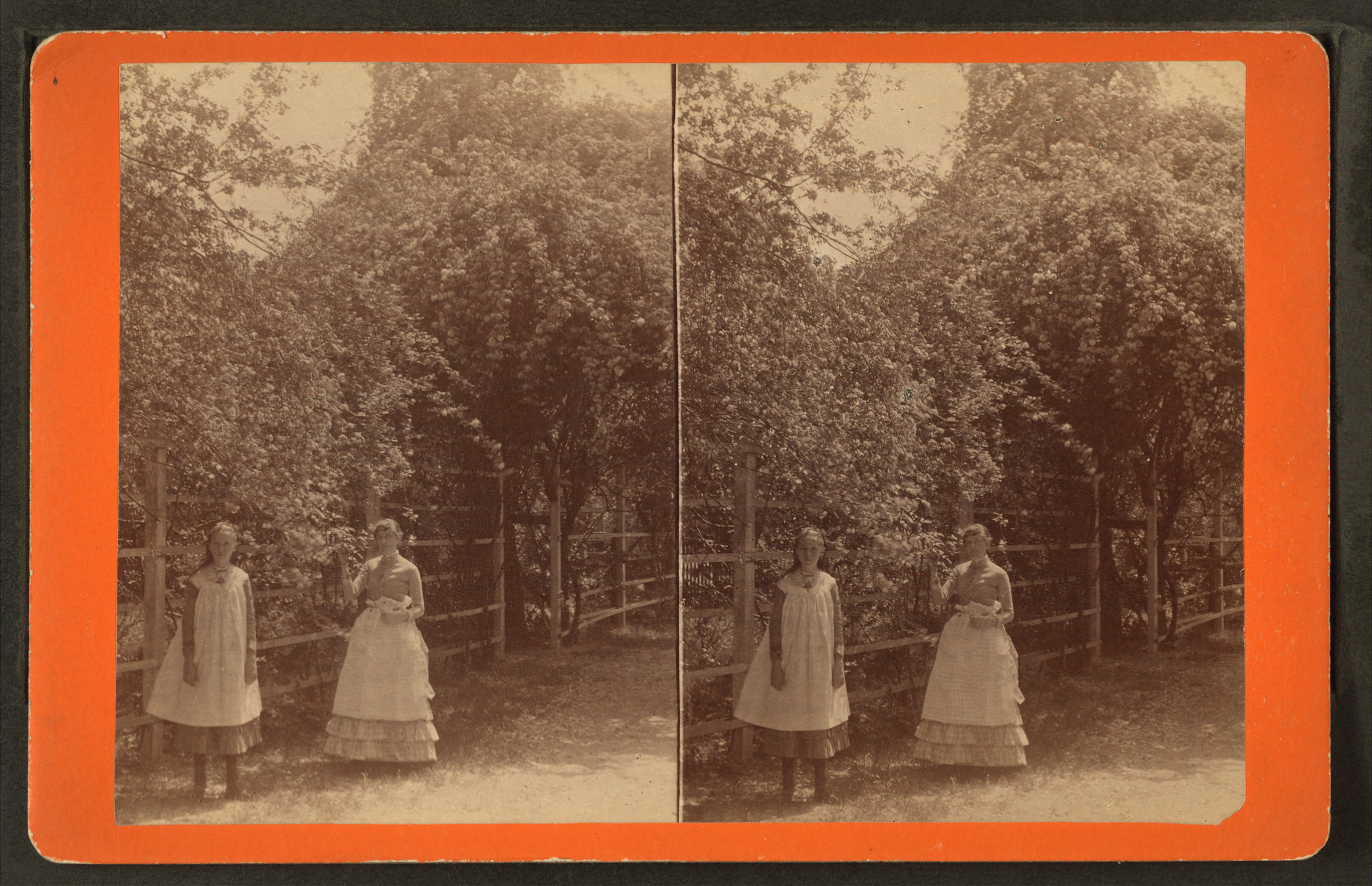
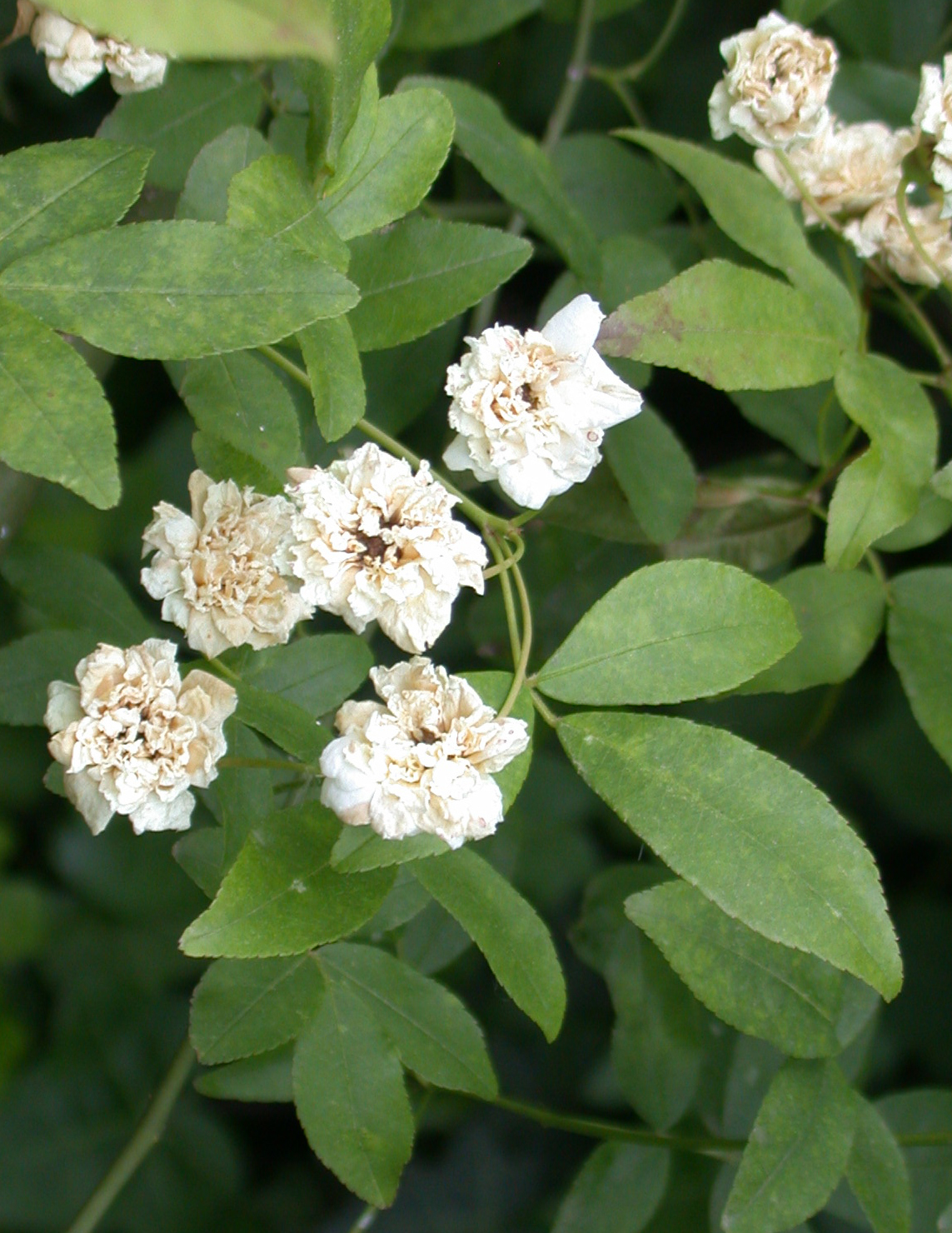
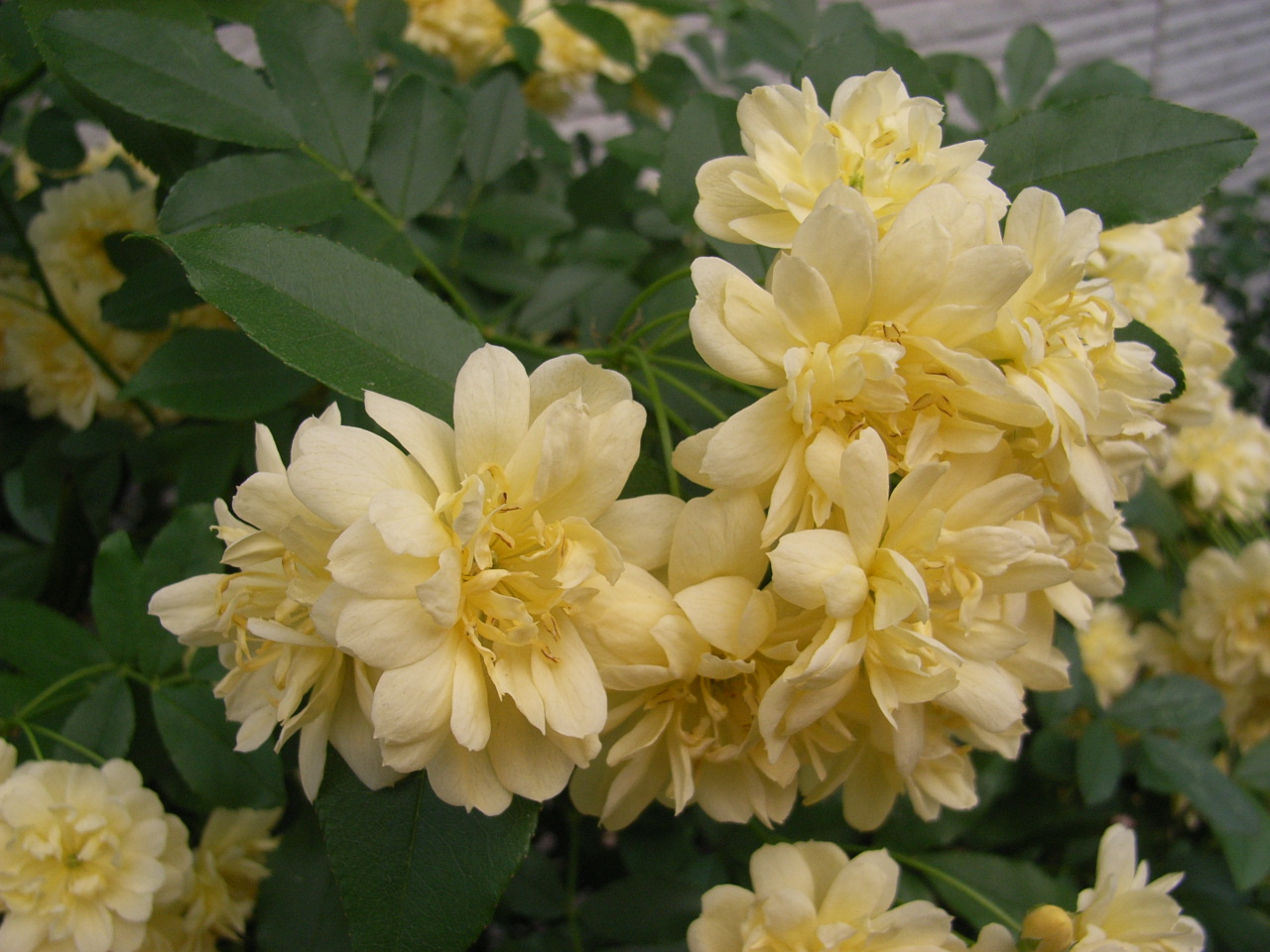